# Isole Gloriose
Le Isole Gloriose o Glorioso (in francese: Îles Glorieuses) sono un arcipelago disabitato di 5 km² nell'Oceano Indiano. Si trovano a nord-ovest del Madagascar. Sono un possedimento francese dal 1892, ma vengono rivendicate anche dal Madagascar e dalle Seychelles.
Le Isole Gloriose sono composte da due isole coralline dalla vegetazione lussureggiante, l'Isola Gloriosa (Île Glorieuse) e l'Isola del Giglio (Île du Lys) oltre che da tre isolotti rocciosi. Sull'arcipelago opera una guarnigione militare, una stazione meteorologica e una stazione radio. Le isole sono inoltre meta di spedizioni scientifiche.
Il clima è tropicale e il terreno è basso e pianeggiante variando dall'altezza del mare a 12 m s.l.m. Queste isole sono interamente coperte da una folta vegetazione e palme da cocco. C'è una pista da atterraggio sterrata e un ancoraggio al largo della costa.